# 三和ドック
株式会社三和ドック（さんわドック、英: SANWA DOCK CO., LTD.）は、日本の造船メーカーである。

## 概要
船舶の修繕及び改造を専門とする会社。貨物船・油タンカー・ケミカルタンカー・液化ガス運搬船・セメント運搬船他、多種多様な船舶の修繕を手がける。日本中小型造船工業会の会員。
自社の因島技術センターにて、造船に必要な「撓鉄」「溶接」「配管」の技能研修を日本財団などの助成を受け開催している。
国土交通省による舶用内燃機関サービス・ステーション（SS）の証明を取得している。

## 沿革
- 1961年（昭和36年）- 第一船舶艤装株式会社として創業。
- 1962年（昭和37年）- 三和船舶艤装株式会社に社名変更。
- 1970年（昭和45年）- No.1、No.2、DOCK完成、社名を株式会社三和ドックに変更。
- 1972年（昭和47年）- 艤装岸壁、監督宿舎完成。
- 1973年（昭和48年）- No.5 DOCK完成。
- 1983年（昭和58年）- 神戸事務所を開設。
- 1984年（昭和59年）- 東京事務所を開設。
- 1991年（平成3年）- 第一仕上げ工場完成。
- 1992年（平成4年）- 機械工場、資材倉庫、内業工場、配管工場整備。
- 1995年（平成7年）- 「イルヴェール三和」完成。
- 1996年（平成8年）- 「イルヴェール三和別館」改装。
- 1997年（平成9年）- No.1 DOCK拡幅工事（3,400G/T）。
- 1998年（平成10年）- No.5 DOCK拡幅工事（12,500G/T）。
- 2001年（平成13年）- No.3 DOCK完成（11,500G/T）。
- 2002年（平成14年）- 鉄工・内業・第二仕上げ工場完成。
- 2007年（平成19年）- 艤装桟橋完成（総岸壁長206→706m）。
- 2016年（平成28年）- No.7 DOCK完成（63,000G/T）。
- 2017年（平成29年）- 東工場（配管工場、第三仕上工場、新資材倉庫）完成。

## 事業所及び主要設備
- 本社工場 : 広島県尾道市因島重井町600番地
  - NO.1 DOCK 104.4x17.0/20.4x4.98  3,400G/T
  - No.3 DOCK 125.0x26.0/27.0x5.78 11,500G/T
  - No.5 DOCK 155.5x23.0/25.4x5.58 12,500G/T
  - No.7 DOCK 220.0x45.0 63,000G/T
  - 接岸岸壁 計705m

- 東京事務所 : 東京都中央区日本橋室町4-3-10秀永日本橋室町ビル3階
- 神戸事務所 : 兵庫県神戸市中央区明石町44番地神戸御幸ビル6階